# Commandos (film 1968)
Commandos è un film del 1968 diretto da Armando Crispino, interpretato da Lee Van Cleef e Jack Kelly.

## Trama
In Libia, durante la seconda guerra mondiale, il sergente Sullivan (un veterano dei campi di battaglia) raggruppa in un commando una squadra di soldati italoamericani, con l'obiettivo di infiltrarsi, travestiti da soldati nemici, in un accampamento militare del Regio Esercito. I commandos penetrano nell'accampamento e, dopo aver ucciso una parte di soldati italiani nei loro letti e le sentinelle, prendono possesso della base. Un'altra parte viene fatta prigioniera e imprigionata nelle cantine della base. Ai commandos viene ordinato di tenere il campo e le armi in esso presenti fino all'arrivo di un battaglione americano: per tutto il tempo, i soldati fingono di essere italiani, addirittura ospitando spesso le truppe nemiche di transito. Nel frattempo tra il capitano Valli e il sergente Sullivan, i rapporti si acuiscono di astio reciproco.
A seguito della fuga dei prigionieri con alla testa il Tenente Tommasini e dopo un avventuroso inseguimento dove si salverà il solo Tommasini, alla base arriva un altro convoglio tedesco che era stato li il giorno precedente per rifornimenti. L'ufficiale che lo comanda è lo stesso del giorno precedente e che aveva stretto rapporti con il Capitano Valli. Ma il Tenente Agen viene informato via radio che i soldati ivi presenti erano in realtà commandos americani e subito dopo comincia una vera e propria guerriglia tra tedeschi e commandos. Nel frattempo arrivano anche i carri del tenente Kasper i quali tentano di spazzar via i nemici. Alla fine di una truce e lunga battaglia, dove anche i carri soccomberanno a seguito di bazooka anticarro, sopravviveranno solo in due: un commandos americano e un tedesco, i quali insieme seppelliranno tutti i morti.